# Luis Erney Vásquez
Luis Vásquez (Florida, Valle del Cauca, Colombia; 1 de marzo de 1996) es un futbolista colombiano. Juega de arquero y su equipo actual es el Atlético Bucaramanga de la Categoría Primera A colombiana.

## Trayectoria

### Independiente Medellín
Debutó el 23 de marzo de 2014 con el Independiente Medellín frente al Deportivo Cali, sustituyendo en el minuto 44' a Carlos Bejarano. Tuvo un muy buen desempeño durante el partido y mostró liderazgo, pese a su poca edad.
Estuvo en el conjunto paisa hasta finales del 2016, donde disputó un total de 17 partidos y logró el título del Torneo Apertura 2016.

### Real Cartagena
Entre 2017 y el primer semestre de 2018 jugó en el Real Cartagena en condición de préstamo. En el conjunto "heroico" sumó un total de 15 partidos disputados. 

### Junior
En el segundo semestre de 2018 llegó al Junior de Barranquilla como tercer arquero. Con el equipo barranquillero aunque no disputó ningún partido oficial, hizo parte de la nómina que logró el título del Torneo Finalización y el subcampeonato de la Copa Sudamericana 2018.

### Valledupar F. C.
En busca de sumar minutos, Luis Vásquez llega al Valledupar Fútbol Club para la temporada 2019 de la Categoría Primera B. En dicho club logra convertirse en un jugador destacado, siendo figura y sacando el arco en 0 en varias ocasiones. Jugó un total de 30 partidos en lo corrido del año 2019. 

## Selección nacional
Luis Vásquez fue internacional con la Selección Colombia sub-20 en el Torneo Esperanzas de Toulon de 2014 disputado en Francia, siendo titular en 2 partidos. 
También hizo parte de la Selección Colombia sub-20 que disputó el Campeonato Sudamericano sub-20 de Uruguay, fue titular en 1 partido.

### Participaciones internacionales
| Competición                    | Sede           | Resultado      | Partidos | Goles |
| ------------------------------ | -------------- | -------------- | -------- | ----- |
| Torneo Esperanzas de Toulon    | Francia (2014) | Fase de grupos | 2        | 0     |
| Campeonato Sudamericano sub-20 | Uruguay (2015) | Subcampeón     | 1        | 0     |

## Clubes
| Club                   | País     | Año           | PJ |
| ---------------------- | -------- | ------------- | -- |
| Independiente Medellín | Colombia | 2014 - 2016   | 17 |
| Real Cartagena         | Colombia | 2017 - 2018   | 15 |
| Junior                 | Colombia | 2018          | 0  |
| Valledupar F. C.       | Colombia | 2019          | 30 |
| Independiente Medellín | Colombia | 2020-presente | 34 |

## Palmarés

### Títulos nacionales
| Título              | Equipo                 | País     | Año  |
| ------------------- | ---------------------- | -------- | ---- |
| Torneo Apertura     | Independiente Medellín | Colombia | 2016 |
| Torneo Finalización | Junior                 | Colombia | 2018 |
| Copa Colombia       | Independiente Medellín | Colombia | 2020 |
| Torneo Apertura     | Atlético Bucaramanga   | Colombia | 2024 |

### Títulos internacionales
| Título              | Equipo          | País | Año  |
| ------------------- | --------------- | ---- | ---- |
| Juegos Bolivarianos | Colombia Sub-18 | Perú | 2013 |